# Zurück in die Vergangenheit/Episodenliste
Diese Episodenliste enthält alle Episoden der US-amerikanischen Fernsehserie Zurück in die Vergangenheit, sortiert nach der US-amerikanischen Erstausstrahlung. Zwischen 1989 und 1993 entstanden in fünf Staffeln insgesamt 97 Episoden mit einer Länge von jeweils etwa 45 Minuten.

## Übersicht
| Staffel | Episodenanzahl | Erstausstrahlung USA | Erstausstrahlung USA | Deutschsprachige Erstausstrahlung | Deutschsprachige Erstausstrahlung |
| Staffel | Episodenanzahl | Staffelpremiere      | Staffelfinale        | Staffelpremiere                   | Staffelfinale                     |
| ------- | -------------- | -------------------- | -------------------- | --------------------------------- | --------------------------------- |
| 1       | 9              | 26. März 1989        | 17. Mai 1989         | 29. Januar 1991                   | 23. Oktober 1991                  |
| 2       | 22             | 20. September 1989   | 9. Mai 1990          | 1. Februar 1991                   | 15. April 1992                    |
| 3       | 22             | 28. September 1990   | 22. Mai 1991         | 4. Dezember 1991                  | 14. Februar 1993                  |
| 4       | 22             | 18. September 1991   | 20. Mai 1992         | 21. Februar 1993                  | 8. August 1993                    |
| 5       | 22             | 22. September 1992   | 5. Mai 1993          | 20. März 1994                     | 20. November 1994                 |

## Staffel 1
Die Erstausstrahlung der ersten Staffel war vom 26. März bis zum 17. Mai 1989 auf dem US-amerikanischen Sender NBC zu sehen. Die deutschsprachige Erstausstrahlung fand vom 29. Januar bis zum 23. Oktober 1991 auf dem Sender RTL plus statt, wobei die Episoden der ersten und zweiten Staffel zusammen und durchmịscht erstausgestrahlt wurden.
| Nr (ges.) | Nr (St.) | Deutscher Titel             | Originaltitel          | Ort und Zeit                                                                                 | Erstausstrahlung USA | Deutschsprachige Erstausstrahlung (D) | Regie              | Drehbuch                                                                                         |
| --------- | -------- | --------------------------- | ---------------------- | -------------------------------------------------------------------------------------------- | -------------------- | ------------------------------------- | ------------------ | ------------------------------------------------------------------------------------------------ |
| 1–2       | 1–2      | Pilotfilm                   | Genesis                | Edwards Air Force Base, Blockfield, Kalifornien 13. September 1956 / Waco, Texas Sommer 1968 | 26. Mär. 1989        | 29. Jan. 1991                         | David Hemmings     | Donald P. Bellisario                                                                             |
| 3         | 3        | Literatur statt Liebe       | Star-Crossed           | Marion, Ohio 15. Juni 1972                                                                   | 31. Mär. 1989        | 18. Sep. 1991                         | Mark Sobel         | Deborah Pratt                                                                                    |
| 4         | 4        | Halleluja für ein K.O.      | The Right Hand of God  | Sacramento, Kalifornien 24. Oktober 1974                                                     | 7. Apr. 1989         | 25. Sep. 1991                         | Gilbert M. Shilton | John Hill                                                                                        |
| 5         | 5        | Rodeo für die Braut         | How the Tess Was Won   | Texas 5. August 1956                                                                         | 14. Apr. 1989        | 10. Mai 1991                          | Ivan Dixon         | Deborah Arakelian                                                                                |
| 6         | 6        | Die Sizilianer von New York | Double Identity        | Brooklyn, New York City 8. November 1965                                                     | 21. Apr. 1989        | 21. Aug. 1991                         | Aaron Lipstadt     | Donald P. Bellisario                                                                             |
| 7         | 7        | Gegen den Strom             | The Color of Truth     | Alabama 8. August 1955                                                                       | 3. Mai 1989          | 3. Mai 1991                           | Michael Vejar      | Deborah Pratt                                                                                    |
| 8         | 8        | Duell auf Rädern            | Camikazi Kid           | Los Angeles, Kalifornien 6. Juni 1961                                                        | 10. Mai 1989         | 23. Okt. 1991                         | Alan J. Levi       | Paul Brown                                                                                       |
| 9         | 9        | Privatdetektive unter sich  | Play It Again, Seymour | New York City 14. April 1953                                                                 | 17. Mai 1989         | 2. Okt. 1991                          | Aaron Lipstadt     | Scott Shepherd & Donald P. Bellisario Idee: Tom Blomquist, Scott Shepherd & Donald P. Bellisario |

## Staffel 2
Die Erstausstrahlung der zweiten Staffel war vom 20. September 1989 bis zum 9. Mai 1990 auf dem US-amerikanischen Sender NBC zu sehen. Die deutschsprachige Erstausstrahlung fand vom 1. Februar 1991 bis zum 15. April 1992 auf dem Sender RTL plus statt, wobei die Episoden zusammen und durchmịscht mit Episoden aus den Staffeln eins und drei erstausgestrahlt wurden.
| Nr (ges.) | Nr (St.) | Deutscher Titel            | Originaltitel                  | Ort und Zeit                                      | Erstausstrahlung USA | Deutschsprachige Erstausstrahlung (D) | Regie                | Drehbuch |
| --------- | -------- | -------------------------- | ------------------------------ | ------------------------------------------------- | -------------------- | ------------------------------------- | -------------------- | --- |
| 10        | 1        | Gefährliche Flitterwochen  | Honeymoon Express              | Ohio 26. Mai 1957 / New York City 27. April 1960  | 20. Sep. 1989        | 12. Apr. 1991                         | Aaron Lipstadt       | Donald P. Bellisario                                                                                                 |
| 11        | 2        | Disco Inferno              | Disco Inferno                  | Burbank, Kalifornien 1. April 1976                | 27. Sep. 1989        | 9. Okt. 1991                          | Gilbert M. Shilton   | Paul Brown |
| 12        | 3        | Schatten der Vergangenheit | The Americanization of Machiko | Oak Creek, Ohio 4. August 1953                    | 11. Okt. 1989        | 15. Mär. 1991                         | Gilbert M. Shilton   | Charlie Coffey |
| 13        | 4        | Rache ist süß              | What Price Gloria?             | Detroit, Michigan 16. Oktober 1961                | 25. Okt. 1989        | 16. Okt. 1991                         | Alan J. Levi         | Deborah Pratt |
| 14        | 5        | Blindes Vertrauen          | Blind Faith                    | New York City 6. Februar 1964                     | 1. Nov. 1989         | 22. Feb. 1991                         | David G. Phinney     | Scott Shepherd |
| 15        | 6        | Rock ’n’ Roll Fieber       | Good Morning, Peoria           | Peoria, Illinois 9. September 1959                | 8. Nov. 1989         | 1. Feb. 1991                          | Michael Zinberg      | Chris Ruppenthal |
| 16        | 7        | Schatten der Toten         | Thou Shalt Not …               | Los Angeles, Kalifornien 2. Februar 1974          | 15. Nov. 1989        | 1. Mär. 1991                          | Randy Roberts        | Tammy Ader |
| 17        | 8        | Eine andere Welt           | Jimmy                          | Oakland, Kalifornien 14. Oktober 1964             | 22. Nov. 1989        | 15. Feb. 1991                         | James Whitmore Jr.   | Paul M. Belous & Robert Wolterstorff                                                                                 |
| 18        | 9        | Einer gegen alle           | So Help Me God                 | Louisiana 29. Juli 1957                           | 29. Nov. 1989        | 5. Apr. 1991                          | Andy Cadiff          | Deborah Pratt |
| 19        | 10       | Erste Liebe                | Catch a Falling Star           | Syracuse, New York 21. Mai 1979                   | 6. Dez. 1989         | 22. Mär. 1991                         | Donald P. Bellisario | Paul Brown |
| 20        | 11       | Die Stimme aus der Tiefe   | A Portrait for Troian          | Nahe Los Angeles, Kalifornien 7. Februar 1971     | 13. Dez. 1989        | 8. Mär. 1991                          | Michael Zinberg      | Scott Shepherd & Donald P. Bellisario Idee: John Hill & Scott Shepherd                                               |
| 21        | 12       | Make Love Not War          | Animal Frat                    | Meeks College in Kalifornien 19. Oktober 1967     | 3. Jan. 1990         | 19. Apr. 1991                         | Gilbert M. Shilton   | Chris Ruppenthal |
| 22        | 13       | Die Reifeprüfung           | Another Mother                 | Scottsdale, Arizona 30. September 1981            | 10. Jan. 1990        | 30. Okt. 1991                         | Joseph L. Scanlan    | Deborah Pratt |
| 23        | 14       | Schmutziges Spiel          | All-Americans                  | Woodland Hills, Los Angeles 6. November 1962      | 17. Jan. 1990        | 26. Apr. 1991                         | John Cullum          | Paul Brown & Donald P. Bellisario                                                                                    |
| 24        | 15       | Zeugin im Kreuzfeuer       | Her Charm                      | Boston, Massachusetts 26. September 1973          | 7. Feb. 1990         | 14. Aug. 1991                         | Christopher T. Welch | Deborah Pratt & Donald P. Bellisario Idee: Paul M. Belous, Robert Wolterstorff, Deborah Pratt & Donald P. Bellisario |
| 25        | 16       | Wettlauf mit der Zeit      | Freedom                        | Nevada 22. November 1970                          | 14. Feb. 1990        | 8. Feb. 1991                          | Alan J. Levi         | Chris Ruppenthal |
| 26        | 17       | Rätselhaftes Tagebuch      | Good Night, Dear Heart         | Riven Rock, Massachusetts 9. November 1957        | 7. Mär. 1990         | 28. Aug. 1991                         | Christopher T. Welch | Paul Brown |
| 27        | 18       | Schwarze Magie             | Pool Hall Blues                | Chicago, Illinois 4. September 1954               | 14. Mär. 1990        | 15. Apr. 1992                         | Joe Napolitano       | Randy Holland |
| 28        | 19       | Ohne Netz                  | Leaping in Without a Net       | Nahe Denver, Colorado 18. November 1958           | 28. Mär. 1990        | 25. Mär. 1992                         | Christopher T. Welch | Tommy Thompson |
| 29        | 20       | Ein Baby auf der Flucht    | Maybe Baby                     | Texas 11. März 1963                               | 4. Apr. 1990         | 11. Sep. 1991                         | Michael Zinberg      | Paul Brown & Julie Brown                                                                                             |
| 30        | 21       | Hochzeit auf hoher See     | Sea Bride                      | Queen Mary in der Upper New York Bay 3. Juni 1954 | 2. Mai 1990          | 13. Nov. 1991                         | Joe Napolitano       | Deborah Pratt |
| 31        | 22       | Der letzte Tanz            | M.I.A.                         | San Diego, Kalifornien 1. April 1969              | 9. Mai 1990          | 8. Apr. 1992                          | Michael Zinberg      | Donald P. Bellisario                                                                                                 |

## Staffel 3
Die Erstausstrahlung der dritten Staffel war vom 28. September 1990 bis zum 22. Mai 1991 auf dem US-amerikanischen Sender NBC zu sehen. Die deutschsprachige Erstausstrahlung fand vom 4. Dezember 1991 bis zum 6. Mai 1992 auf dem Sender RTL plus statt, wobei die Episoden zusammen und durchmịscht mit Episoden der zweiten Staffel erstausgestrahlt wurden. Die Folgen 1, 2, 3, 18, 21 und 22 wurden vom 3. Januar bis zum 14. Februar 1993 auf dem Sender RTL erstausgestrahlt.
| Nr (ges.) | Nr (St.) | Deutscher Titel                   | Originaltitel                   | Ort und Zeit                                | Erstausstrahlung USA | Deutschsprachige Erstausstrahlung (D) | Regie                | Drehbuch                                                               |
| --------- | -------- | --------------------------------- | ------------------------------- | ------------------------------------------- | -------------------- | ------------------------------------- | -------------------- | ---------------------------------------------------------------------- |
| 32        | 1        | Vietnam – Teil 1                  | The Leap Home: Part 1           | Elk Ridge, Indiana 25. November 1969        | 28. Sep. 1990        | 3. Jan. 1993                          | Joe Napolitano       | Donald P. Bellisario                                                   |
| 33        | 2        | Vietnam – Teil 2                  | The Leap Home: Part 2 (Vietnam) | Vietnam 7. April 1970                       | 5. Okt. 1990         | 10. Jan. 1993                         | Michael Zinberg      | Donald P. Bellisario                                                   |
| 34        | 3        | Der falsche Weg                   | Leap of Faith                   | Philadelphia, Pennsylvania 19. August 1963  | 12. Okt. 1990        | 24. Jan. 1993                         | James Whitmore Jr.   | Tommy Thompson Idee: Nick Harding, Karen Hall & Tommy Thompson         |
| 35        | 4        | Vor dem Abgrund                   | One Strobe Over the Line        | New York City 15. Juni 1965                 | 19. Okt. 1990        | 4. Dez. 1991                          | Michael Zinberg      | Chris Ruppenthal                                                       |
| 36        | 5        | Der Leibhaftige                   | The Boogieman                   | Coventry, Maine 31. Oktober 1964            | 26. Okt. 1990        | 11. Dez. 1991                         | Joe Napolitano       | Chris Ruppenthal                                                       |
| 37        | 6        | Venus mit Brusthaar               | Miss Deep South                 | Louisiana 7. Juni 1958                      | 2. Nov. 1990         | 18. Dez. 1991                         | Christopher T. Welch | Tommy Thompson                                                         |
| 38        | 7        | Schwarz und Weiß                  | Black on White on Fire          | Watts, Los Angeles 11. August 1965          | 9. Nov. 1990         | 8. Jan. 1992                          | Joe Napolitano       | Deborah Pratt                                                          |
| 39        | 8        | Der große Spontini                | The Great Spontini              | Oakland, Kalifornien 9. Mai 1974            | 16. Nov. 1990        | 15. Jan. 1992                         | James Whitmore Jr.   | Cristy Dawson & Beverly Bridges                                        |
| 40        | 9        | Highway zum Himmel oder zur Hölle | Rebel Without a Clue            | Nahe Big Sur, Kalifornien 1. September 1958 | 30. Nov. 1990        | 6. Mai 1992                           | James Whitmore Jr.   | Randy Holland & Paul Brown Idee: Nick Harding & Paul Brown             |
| 41        | 10       | Die Bekehrung                     | A Little Miracle                | New York City 24. Dezember 1962             | 21. Dez. 1990        | 19. Feb. 1992                         | Michael W. Watkins   | Sandy Fries & Robert Wolterstorff Idee: Sandy Fries                    |
| 42        | 11       | Fluchtgedanken                    | Runaway                         | Carbon County, Wyoming 4. Juli 1964         | 4. Jan. 1991         | 22. Jan. 1992                         | Michael Katleman     | Paul Brown                                                             |
| 43        | 12       | Zwiebeln mit Gelee                | 8½ Months                       | Claremore, Oklahoma 15. November 1955       | 6. Mär. 1991         | 29. Jan. 1992                         | James Whitmore Jr.   | Deborah Pratt                                                          |
| 44        | 13       | Die Zeitmaschine                  | Future Boy                      | St. Louis, Missouri 6. Oktober 1957         | 13. Mär. 1991        | 5. Feb. 1992                          | Michael Switzer      | Tommy Thompson                                                         |
| 45        | 14       | Am Scheideweg                     | Private Dancer                  | New York City 6. Oktober 1979               | 20. Mär. 1991        | 26. Feb. 1992                         | Debbie Allen         | Paul Brown                                                             |
| 46        | 15       | Der Klavierspieler                | Piano Man                       | Tularosa, New Mexico 10. November 1985      | 27. Mär. 1991        | 12. Feb. 1992                         | James Whitmore Jr.   | Ed Scharlach                                                           |
| 47        | 16       | Doppelte Moral                    | Southern Comforts               | New Orleans, Louisiana 4. August 1961       | 3. Apr. 1991         | 4. Mär. 1992                          | Chris Ruppenthal     | Tommy Thompson                                                         |
| 48        | 17       | Masken                            | Glitter Rock                    | Detroit, Michigan 12. April 1974            | 10. Apr. 1991        | 11. Mär. 1992                         | Andy Cadiff          | Chris Ruppenthal                                                       |
| 49        | 18       | Der Kopfgeldjäger                 | A Hunting Will We Go            | Arkansas 18. Juni 1976                      | 18. Apr. 1991        | 14. Feb. 1993                         | Andy Cadiff          | Beverly Bridges                                                        |
| 50        | 19       | In letzter Minute                 | Last Dance Before an Execution  | Tallahassee, Florida 12. Mai 1971           | 1. Mai 1991          |                                       | Michael W. Watkins   | Deborah Pratt Idee: Bill Bigelow, Donald P. Bellisario & Deborah Pratt |
| 51        | 20       | Kalter Krieg im Ring              | Heart of a Champion             | Atlanta, Georgia 23. Juli 1955              | 8. Mai 1991          | 22. Apr. 1992                         | Joe Napolitano       | Tommy Thompson                                                         |
| 52        | 21       | Folgen der Angst                  | Nuclear Family                  | Homestead, Florida 26. Oktober 1962         | 15. Mai 1991         | 17. Jan. 1993                         | James Whitmore Jr.   | Paul Brown                                                             |
| 53        | 22       | Schocktherapie                    | Shock Theater                   | Pennsylvania 3. Oktober 1954                | 22. Mai 1991         | 7. Feb. 1993                          | Joe Napolitano       | Deborah Pratt                                                          |

## Staffel 4
Die Erstausstrahlung der vierten Staffel war vom 18. September 1991 bis zum 20. Mai 1992 auf dem US-amerikanischen Sender NBC zu sehen. Die deutschsprachige Erstausstrahlung fand vom 21. Februar bis zum 8. August 1993 auf dem Sender RTL statt.
| Nr (ges.) | Nr (St.) | Deutscher Titel             | Originaltitel           | Ort und Zeit                                           | Erstausstrahlung USA | Deutschsprachige Erstausstrahlung (D) | Regie              | Drehbuch                                                     |
| --------- | -------- | --------------------------- | ----------------------- | ------------------------------------------------------ | -------------------- | ------------------------------------- | ------------------ | ------------------------------------------------------------ |
| 54        | 1        | Vertauschte Rollen          | The Leap Back           | Crown Point, Indiana 15. Juni 1945                     | 18. Sep. 1991        | 21. Feb. 1993                         | Michael Zinberg    | Donald P. Bellisario                                         |
| 55        | 2        | Es ist nie zu spät          | Play Ball               | Galveston, Texas 6. August 1961                        | 25. Sep. 1991        | 28. Feb. 1993                         | Joe Napolitano     | Tommy Thompson                                               |
| 56        | 3        | Sturm der Leidenschaft      | Hurricane               | Jackson Point, Mississippi 17. August 1969             | 2. Okt. 1991         | 7. Mär. 1993                          | Michael W. Watkins | Chris Ruppenthal                                             |
| 57        | 4        | Gerechtigkeit               | Justice                 | Alabama 11. Mai 1965                                   | 9. Okt. 1991         | 14. Mär. 1993                         | Rob S. Bowman      | Toni Graphia                                                 |
| 58        | 5        | Dauerwelle                  | Permanent Wave          | Beverly Hills, Kalifornien 2. Juni 1983                | 16. Okt. 1991        | 21. Mär. 1993                         | Scott Bakula       | Beverly Bridges                                              |
| 59        | 6        | Ein schwieriger Fall        | Raped                   | Mill Valley, Kalifornien 20. Juni 1980                 | 30. Okt. 1991        | 28. Mär. 1993                         | Michael Zinberg    | Beverly Bridges                                              |
| 60        | 7        | Affenliebe                  | The Wrong Stuff         | Cape Canaveral, Florida 24. Januar 1961                | 6. Nov. 1991         | 4. Apr. 1993                          | Joe Napolitano     | Paul Brown                                                   |
| 61        | 8        | Der einzige Zeuge           | Dreams                  | Malibu, Kalifornien 28. Februar 1979                   | 13. Nov. 1991        | 18. Apr. 1993                         | Anita W. Addison   | Deborah Pratt                                                |
| 62        | 9        | Regen                       | A Single Drop of Rain   | Clover Bend, Texas 7. September 1953                   | 20. Nov. 1991        | 25. Apr. 1993                         | Virgil W. Vogel    | Richard C. Okie Idee: Richard C. Okie & Donald P. Bellisario |
| 63        | 10       | Zweikampf                   | Unchained               | Talawaga County, Alabama 2. November 1956              | 27. Nov. 1991        | 2. Mai 1993                           | Michael W. Watkins | Paris Qualles                                                |
| 64        | 11       | Ein ungleiches Paar         | The Play’s the Thing    | New York City 9. September 1969                        | 8. Jan. 1992         | 9. Mai 1993                           | Eric Laneuville    | Beverly Bridges                                              |
| 65        | 12       | Ein Kampf auf Leben und Tod | Running for Honor       | Nahe Lakeside, Macomb County, Michigan 11. Juni 1964   | 15. Jan. 1992        | 16. Mai 1993                          | Bob Hulme          | Bobby Duncan                                                 |
| 66        | 13       | Das Zweite Gesicht          | Temptation Eyes         | San Francisco, Kalifornien 1. Februar 1985             | 22. Jan. 1992        | 23. Mai 1993                          | Christopher Hibler | Paul Brown                                                   |
| 67        | 14       | Das Duell                   | The Last Gunfighter     | Coffin, Arizona 28. November 1957                      | 29. Jan. 1992        | 6. Jun. 1993                          | Joe Napolitano     | Sam Rolfe & Chris Ruppenthal Idee: Sam Rolfe                 |
| 68        | 15       | Singen um jeden Preis       | A Song for the Soul     | Chicago, Illinois 7. April 1963                        | 26. Feb. 1992        | 18. Jul. 1993                         | Michael W. Watkins | Deborah Pratt                                                |
| 69        | 16       | Die Todesfalle              | Ghost Ship              | Bermudadreieck 13. August 1956                         | 4. Mär. 1992         | 20. Jun. 1993                         | Anita W. Addison   | Paris Qualles & Donald P. Bellisario                         |
| 70        | 17       | Roberto!                    | Roberto!                | Destiny, New Mexico 27. Januar 1982                    | 11. Mär. 1992        | 27. Jun. 1993                         | Scott Bakula       | Chris Ruppenthal                                             |
| 71        | 18       | Taxi!                       | It’s a Wonderful Leap   | New York City 10. Mai 1958                             | 1. Apr. 1992         | 4. Jul. 1993                          | Paul Brown         | Danielle Alexandra & Paul Brown Idee: Danielle Alexandra     |
| 72        | 19       | Der Fernsehdoktor           | Moments to Live         | Los Angeles, Kalifornien 4. Mai 1985                   | 8. Apr. 1992         | 11. Jul. 1993                         | Joe Napolitano     | Tommy Thompson                                               |
| 73        | 20       | Der Fluch des Ptah-Hotep    | The Curse of Ptah-Hotep | Sakkara, Ägypten 2. März 1957                          | 22. Apr. 1992        | 25. Jul. 1993                         | Joe Napolitano     | Chris Ruppenthal                                             |
| 74        | 21       | Wie Hund und Katze          | Stand Up                | Glendale, Arizona 30. April 1959                       | 13. Mai 1992         | 1. Aug. 1993                          | Michael Zinberg    | Deborah Pratt                                                |
| 75        | 22       | Ein Sprung für Lisa         | A Leap for Lisa         | San Diego Naval Air Station, Kalifornien 25. Juni 1957 | 20. Mai 1992         | 8. Aug. 1993                          | James Whitmore Jr. | Donald P. Bellisario                                         |

## Staffel 5
Die Erstausstrahlung der fünften Staffel war vom 22. September 1992 bis zum 5. Mai 1993 auf dem US-amerikanischen Sender NBC zu sehen. Die deutschsprachige Erstausstrahlung fand vom 20. März bis zum 20. November 1994 auf dem Sender RTL statt.
| Nr (ges.) | Nr (St.) | Deutscher Titel           | Originaltitel                      | Ort und Zeit | Erstausstrahlung USA | Deutschsprachige Erstausstrahlung (D) | Regie              | Drehbuch                                       |
| --------- | -------- | ------------------------- | ---------------------------------- | --- | -------------------- | ------------------------------------- | ------------------ | ---------------------------------------------- |
| 76        | 1        | Das Attentat – Teil 1     | Lee Harvey Oswald: Part 1          | Dallas, Texas 21. März 1963 / Atsugi, Kanagawa, Japan 5.–7. Oktober 1957 / Tustin, Kalifornien 6. Januar 1959                                              | 22. Sep. 1992        | 20. Nov. 1994                         | James Whitmore Jr. | Donald P. Bellisario                           |
| 77        | 2        | Das Attentat – Teil 2     | Lee Harvey Oswald: Part 2          | Lubjanka in Moskau, Russland 21. Oktober 1959 / Dallas, Texas 10. April 1963 / New Orleans, Louisiana 9. August 1963 / Dallas, Texas 21.–22. November 1963 | 22. Sep. 1992        | 20. Nov. 1994                         | James Whitmore Jr. | Donald P. Bellisario                           |
| 78        | 3        | Die Kratzbürste           | Leaping of the Shrew               | Ägäisches Meer 27. September 1956 | 29. Sep. 1992        | 20. Mär. 1994                         | Alan J. Levi       | Richard C. Okie & Robin Bernheim               |
| 79        | 4        | Ein zweites Leben         | Nowhere to Run                     | San Diego, Kalifornien 10. August 1968 | 6. Okt. 1992         | 27. Mär. 1994                         | Alan J. Levi       | Tommy Thompson                                 |
| 80        | 5        | Die Vergeltung            | Killin’ Time                       | Pine County, Oklahoma 18. Juni 1958 | 20. Okt. 1992        | 10. Apr. 1994                         | Michael W. Watkins | Tommy Thompson                                 |
| 81        | 6        | Heller als alle Sterne    | Star Light, Star Bright            | Charlemont, Massachusetts 21. Mai 1966 | 27. Okt. 1992        | 17. Apr. 1994                         | Christopher Hibler | Richard C. Okie                                |
| 82        | 7        | Der Sieg des Guten        | Deliver Us from Evil               | Oakland, Kalifornien 19. März 1966 | 10. Nov. 1992        | 6. Nov. 1994                          | Bob Hulme          | Robin Bernheim, Tommy Thompson & Deborah Pratt |
| 83        | 8        | Das Medaillon             | Trilogy: Part 1 (One Little Heart) | Pottersville, Louisiana 8. August 1955 | 17. Nov. 1992        | 30. Okt. 1994                         | James Whitmore Jr. | Deborah Pratt                                  |
| 84        | 9        | Hexenjagd                 | Trilogy: Part 2 (For Your Love)    | Pottersville, Louisiana 14. Juni 1966 | 24. Nov. 1992        | 30. Okt. 1994                         | James Whitmore Jr. | Deborah Pratt                                  |
| 85        | 10       | Tödliche Rache            | Trilogy: Part 3 (The Last Door)    | Baton Rouge, Louisiana 28. Juli 1978 | 24. Nov. 1992        | 6. Nov. 1994                          | James Whitmore Jr. | Deborah Pratt                                  |
| 86        | 11       | Krumme Geschäfte          | Promised Land                      | Elk Ridge, Indiana 22. Dezember 1971 | 15. Dez. 1992        | 1. Mai 1994                           | Scott Bakula       | Gillian Horvath & Tommy Thompson               |
| 87        | 12       | Doppelt hält nicht besser | A Tale of Two Sweeties             | Pompano Beach Airpark, Florida 25. Februar 1958 | 5. Jan. 1993         | 8. Mai 1994                           | Christopher Hibler | Robin Bernheim                                 |
| 88        | 13       | Schrei nach Befreiung     | Liberation                         | Connecticut 16. Oktober 1968 | 12. Jan. 1993        | 24. Apr. 1994                         | Bob Hulme          | Chris Abbott & Deborah Pratt                   |
| 89        | 14       | Die Sextante              | Dr. Ruth                           | Manhattan, New York City 25. April 1985 | 19. Jan. 1993        | 15. Mai 1994                          | Stuart Margolin    | Robin Bernheim                                 |
| 90        | 15       | Blutmond                  | Blood Moon                         | Nahe London, England 10. März 1975 | 9. Feb. 1993         | 29. Mai 1994                          | Alan J. Levi       | Tommy Thompson                                 |
| 91        | 16       | Die Mutprobe              | Return of the Evil Leaper          | North Falls, New York 8. Oktober 1956 | 23. Feb. 1993        | 13. Nov. 1994                         | Harvey S. Laidman  | Richard C. Okie                                |
| 92        | 17       | Verfolgt                  | Revenge of the Evil Leaper         | Mallard, Ohio 16. September 1987 | 23. Feb. 1993        | 13. Nov. 1994                         | Debbie Allen       | Deborah Pratt                                  |
| 93        | 18       | Unvergessene Marilyn      | Goodbye Norma Jean                 | Hollywood, Los Angeles 4. April 1960 | 2. Mär. 1993         | 5. Jun. 1994                          | Christopher Hibler | Richard C. Okie                                |
| 94        | 19       | Die Suche nach Bigfoot    | The Beast Within                   | Washington 6. November 1972 | 16. Mär. 1993        | 12. Jun. 1994                         | Gus Trikonis       | John D’Aquino                                  |
| 95        | 20       | Die Ketten zerbrechen     | The Leap Between the States        | Mansfield County, Virginia 20. September 1862 | 30. Mär. 1993        | 19. Jun. 1994                         | David Hemmings     | Richard C. Okie                                |
| 96        | 21       | Elvis erster Hit          | Memphis Melody                     | Memphis, Tennessee 3. Juli 1954 | 20. Apr. 1993        | 26. Jun. 1994                         | James Whitmore Jr. | Robin Bernheim                                 |
| 97        | 22       | Das Spiegelbild           | Mirror Image                       | Cokeburg, Pennsylvania 8. August 1953 /San Diego, Kalifornien 3. April 1969                                                                                | 5. Mai 1993          | 3. Jul. 1994                          | James Whitmore Jr. | Donald P. Bellisario                           |